# マイア・リー
マイア・リー（Maia Lee、1983年1月31日 - ）は、シンガポールの女性歌手、テレビタレント、ライター。本名李芝瑛（ピン音：Li Zhīyīng）。奇抜な風貌でよく知られ、本国のシンガポールではそれがしばしば論争を生んでいる。

## 来歴

### 少女の時期
15歳のときに学校を辞めてバックパッカーになり、オーストラリア、マレーシア、インドネシア、タイなどの諸国を1年間にわたって独りで放浪。多様な文化に触れることのできたこの経験は、のちの人生の大きな糧となったという。

### 芸能人としての台頭
有名になるのは、シンガポールの人気テレビ番組シンガポール・アイドルのタレント・コンテストに出場したときだった。このとき、その後もしばしば論争の的となる不良少女の印象を背後に実に力の入ったパフォーマンスを行い、結果決勝にまで勝ち残る。男性雑誌FHMシンガポール版の『世界で最もセクシーな女性』(Singapore's World's Most Sexiest Women)の企画で8位、また同雑誌の『率直にかわいい女の子』の1人に選ばれ、2005年の5月には同雑誌の表紙も飾ることになった。
テクノトリオ『The Usual Suspects』の一員としても活動し、『China Girl』、『The Love You Promised』、 『Sunburn』などの楽曲を発表している。これらのうち『The Love You Promised』は日本や欧州、遠くスカンディナヴィアの地でもリリースされた。

### ライターとしての活動
2005年5月には、シンガポール国内の英字新聞『The New Paper』に有名人ゲストとして招かれ、ライター・インタビュアーとしての活動が始まる。日曜日の紙面のうちの2ページを使った2週間に1度の連載で、力強い文体とレトリックを多用した文章で読者に強い印象を与え、2005年12月には同紙の賞も受けた。
そのあまりに率直な物言いは、支持と同時にしばしば悪評を得ることもある。

## 私生活
1人の息子がいるシングルマザー（2002年に出産）。身体に総数11のタトゥーを入れている。
2006年には『レズビアンで4歳年上の彼女がいる』という噂が保守的なシンガポール社会に飛び交うも、同年の7月22日には『The New Paper』の紙面においてそのことをなかばカミングアウトした（ただ前年の11月には既に別紙でそのことをほのめかしていた）。
ブログを執筆している。

## ディスコグラフィ

### アルバム
- Emotionally Advised - 2005年8月20日

デビューソロアルバム
- Oriental Love - 2004年6月

The Usual Suspects名義

### コンピレーション・アルバム
- 『Nonstop Mega Trance 1 / 电音王朝01』 （The Love You Promised / 你承诺的爱, The Dj /滴接） - 2005年8月12日
- 『Quake Trance Bestシリーズ第8弾』 The Love You Promised (Cascada Remix) - 2005年6月29日
- 『The Downtempo Room』 With You (candlelight remix) - 2005年3月
- 『From Euro With Love...』 The Love You Promised (candlelight remix) - 2005年3月
- 『Techno Party 2005 Countdown』 The Love You Promised (Take On Maia remix/Cascada remix edit) - 2004年12月

### シングル
- 『Children - Sunshine Of Our Lives』 - 『Walking On Sunshine』 - 2006年10月
- 『Love Bites』 - テレビドラマ『Tiramisu』のテーマソング - 2005年11月
- 『Moving Along』 - The Usual Suspects ft. Maia - 2005年6月
- 『The DJ』 - The Usual Suspects ft. Maia - 2005年1月
- 『Sunburn』 - The Usual Suspects ft. Maia - 2004年12月